# 基本転写因子
基本転写因子（きほんてんしゃいんし、英: General transcription factor、GTF）とは、クラスII遺伝子を鋳型mRNAへ転写する際に重要とされる転写因子であるタンパク質のことである。多くはRNAポリメラーゼIIとともに鋳型一本鎖DNAと結合し、読み取る転写開始前複合体の構造に含まれている。

## 機能
GTFは遺伝子調節の過程に深くかかわっており、ほとんどが生きていくうえで不可欠なものである。TATA結合タンパク質はすべての遺伝子領域の直接的な上流に存在するTATAボックスに結合するGTFである。これらのタンパク質は至る所に存在し、すべてのクラスII遺伝子の転写開始の位置を含むDNAのプロモーターの中心となる部分と相互に作用し合っている。
すべてのGTFが転写開始に関する役割をもっているわけではなく、一部のGTFは転写の第2段階である伸長に必要である。たとえば、FACT複合体の仲間（酵母におけるSpt16/Pob3やヒトにおけるSUPT16H/SSRP1）は、RNAポリメラーゼIIの遺伝子のencoding領域での動きを速くする働きがある。これはヒストンが活動しているポリメラーゼの経路からはずされ、それによりクロマチンが濃縮されることにより起こる。

## 種類
In vitroにおけるRNAポリメラーゼIIによる転写に必要な基本転写因子には次のようなものがある。
- TFIIA（厳密には基本転写因子ではない）
- TFIIB
- TFIID
- TFIIE
- TFIIF
- TFIIH

基本的な試験管内での転写は、純度の高い組み換えTFIIBとTFIIFのみを用いて成功されている。